# Чемпион наследия Флориды FIP
Чемпион наследия Флориды FIP (англ. FIP Florida Heritage Championship) — чемпионский титул в рестлинг-промоушне Full Impact Pro. 
Первый титул чемпиона наследия Флориды FIP был разыграл 10 марта 2007 года, когда Эрик Стивенс победил Родерика Стронга в финале однодневного турнира в Кристал Ривер, Флорида, на шоу Eddie Graham Memorial Battle for the Belts.

## История титула
| Рестлер:      | Кол-во раз владения титулом: | Дата:                | Место:                  | Примечания: | Успешная оборона: |
| ------------- | ---------------------------- | -------------------- | ----------------------- | --- | ----------------- |
| Эрик Стивенс  | 1                            | 1 марта 2007 года    | Кристал Райвер, Флорида | Первый чемпион «FIP Florida Heritage» выиграл его 10 марта 2007 года (Эрик Стивенс победил Родерика Стронга в финале Ночного Турнира Кристал Райвер, Флорида на событии «Eddie Graham Memorial Battle for the Belts»). | 12                |
| Саль Райнауро | 1                            | 9 ноября 2007 года   | Кристал Райвер, Флорида | Выиграл титул на Unstoppable 2007. | 4                 |
| Крис Джонс    | 1                            | 11 октября 2008 года | Кристал Райвер, Флорида | Выиграл титул на Impact of Honor 2. | 2                 |
| Ретт Тайтус   | 1                            | 28 марта 2009 года   | Кристал Райвер, Флорида | | 2                 |
| Брэд Аллен    | 1                            | 3 октября 2009 года  | Кристал Райвер, Флорида | | 0                 |
| Джейк Мэннинг | 1                            | 31 июля 2010 года    | Кристал Райвер, Флорида | | 0                 |
| Юха Нейшн     | 1                            | 29 октября 2011 года | Кристал Райвер, Флорида | | 1                 |
| Гран Акума    | 1                            | 9 августа 2013 года  | Тампа, Флорида          | | 0                 |

## Таблица
| Рестлер       | кол-во дней удержания титула | Дата выигрыша        | дата проигрыша       |
| ------------- | ---------------------------- | -------------------- | -------------------- |
| Гран Акума    | 4244+                        | 9 августа 2013 года  | Действующий чемпион  |
| Юха Нейшн     | 650                          | 29 октября 2011 года | 9 августа 2013 года  |
| Джейк Мэннинг | 455                          | 31 июля 2010 года    | 29 октября 2011 года |
| Саль Райнауро | 337                          | 9 ноября 2007 года   | 11 октября 2008 года |
| Бред Аллен    | 301                          | 3 октября 2009 года  | 31 июля 2010 года    |
| Эрик Стивенс  | 244                          | 10 марта 2010 года   | 9 ноября 2007 года   |
| Ретт Тайтус   | 189                          | 28 марта 2009 года   | 3 октября 2009 года  |
| Крис Джонс    | 168                          | 11 октября 2008 года | 28 марта 2009 года   |